# E. L. Doctorow
Edgar Lawrence Doctorow (Nueva York, 6 de enero de 1931-ibidem, 21 de julio de 2015) fue un novelista estadounidense. En sus obras mezcla historia y crítica social.

## Biografía
Doctorow creció en el barrio del Bronx, Nueva York, educado por sus padres, quienes eran hijos de emigrantes judíos rusos. En la Preparatoria de Ciencias del Bronx se destacó en la creación artística, mientras leía libros de todo tipo; posteriormente continuó su educación en el Colegio Kenyon, donde estudió con John Crowe Ransom. Después de graduarse con honores en 1952, trabajó en la Universidad de Columbia, antes de ser enrolado en el ejército estadounidense y ser enviado a Alemania. Comenzó su carrera como lector en Columbia Pictures y posteriormente fue editor de la New American Library a principios de la década de 1960; durante la misma década fue también el editor principal de Dial Press, de 1964 a 1969.
Aunque había escrito varios libros con anterioridad a 1971, fue con la publicación de El libro de Daniel cuando comenzó a ser reconocido y aclamado. Cuatro años después salió su siguiente libro, Ragtime, que representó un éxito comercial y fue aclamado por la crítica especializada. Miloš Forman la llevó al cine en 1981. 
Desde 2006, Doctorow ocupó la cátedra Glucksman de Letras Estadounidenses en la Universidad de Nueva York. Su archivo personal está bajo la custodia de la Biblioteca Fales de la misma universidad.
Doctorow murió por complicaciones de cáncer de pulmón el 21 de julio de 2015 en Manhattan, Nueva York a la edad de 84 años.

## Obras
- (1960) Welcome to Hard Times (El hombre malo de Bodie, Grijalbo, 1981; Cómo todo acabó y volvió a comenzar, Miscelánea, 2012)
- (1966) Big As Life
- (1968) The Songs of Billy Bathgate
- (1971) The Book of Daniel (El libro de Daniel, Grijalbo, 1979; El Aleph, 2007; Miscelánea 2009)
- (1975) Ragtime (Ragtime, Grijalbo, 1976; Puzzle, 2006)
- (1979) Drinks Before Dinner (teatro)
- (1980) Loon Lake (El lago, Argos-Vergara, 1981; Miscelánea 2011)
- (1982) American Anthem (A photographic essay)
- (1984) Lives of the Poets: Six Stories and a Novella (Vida de los poetas, Anagrama, 1988)
- (1985) World's Fair (La feria del mundo, Planeta, 1991)
- (1989) Billy Bathgate (Billy Bathgate, Planeta, 1990; Puzzle, 2006). Robert Benton rodó en 1991 una película basada en esta novela con la actuación de Dustin Hoffman, Nicole Kidman, Loren Dean y Bruce Willis
- (1993) Jack London, Hemingway and the constitution: selected essays, 1977-1992 (Poetas y presidentes, Muchnik, 1996)
- (1994) The Waterworks (El arca de agua, Atlántida, 1995; Muchnik, 1995; El Aleph, 2002)
- (2000) City of God (La ciudad de Dios, Muchnik, 2002; Quinteto, 2008)
- (2003) Reporting the Universe
- (2005) The March, ISBN 0-375-50671-3 (La gran marcha, Roca, 2007)
- (2006) Creationists: Selected Essays 1993-2006 (Creadores: ensayos seleccionados, 1993-2000, Roca, 2007)
- (2008) "Wakefield" (short story) (New Yorker 14 Jan. 2008)
- (2009) Homer & Langley (Homer y Langley, Miscelánea, 2010)
- (2014) Andrew's Brain (El cerebro de Andrew, Roca Editorial, 2014)
- (2015) Cuentos completos, Malpaso, 2015

## Premios y distinciones
- National Book Critics Circle Award 1975 por Ragtime. Esta novela también recibió un premio de la Academia Estadounidense de las Artes y las Letras y la Modern Library la incluyó entre las 100 mejores novelas del siglo XX.[3]
- National Book Award 1986 por La feria del mundo
- National Book Critics Circle Award 1989 por Billy Bathgate
- National Humanities Medal 1998
- William Dean Howells Medal 1990 de Academia Estadounidense de las Artes y las Letras por la mejor novela del quinquenio anterior
- Premio Faulkner 1990 por Billy Bathgate
- Finalista del Premio Pulitzer 1990 por Billy Bathgate
- National Book Critics Circle Award 2005 por La gran marcha